# Кирстюк Іван Семенович
Іван Семенович Кирстюк (нар. 13 грудня 1898 року (за новим стилем) — пом. після 1966 року) — хорунжий УСС, поручник УГА, інженер, підприємець, громадський діяч.

## Життєпис

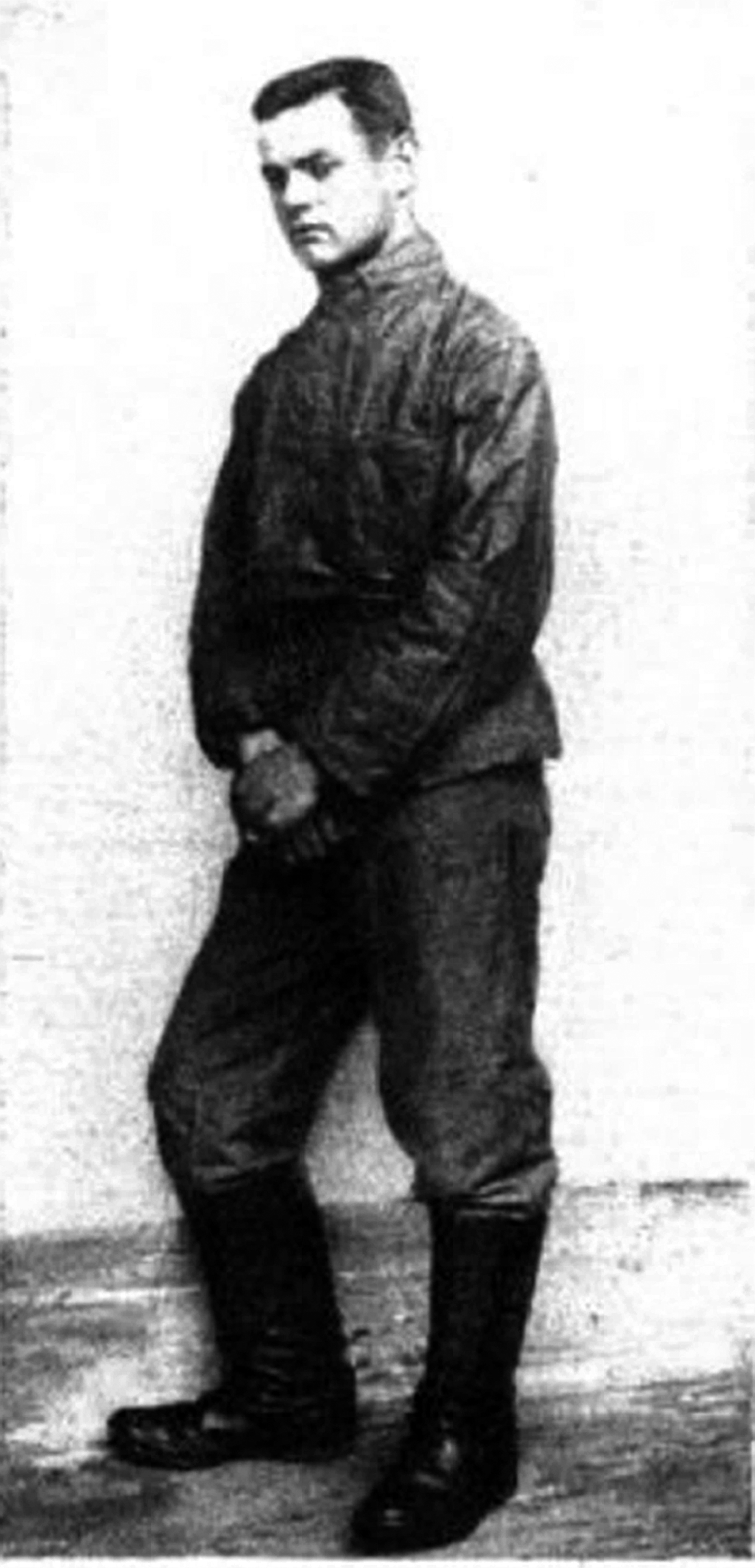
Кирстюк Іван Семенович, 1916 рік

Народився в м. Чернівці, охрещений у церкві св. Миколая  в родині міщанина з Садагури Семена Кирстюка і Михайліни, уродженої Савицької.
Батько в 1898/1899 навчальному році працював завідателем кухні в українській бурсі, що розміщувалася в приміщенні Українського Народного Дому в Чернівцях (вул. Петровича 2), та й надалі був членом цього товариства.
Стрілець запасного куреня добровольчого корпусу УСС. 30.05.1915 р. в битві під Болеховим  і Стриєм потрапив в російський полон. Був інтернований в м. Вольськ Саратовської губернії, де страждав від важкої праці та жорстокого ставлення. За опір був кинутий до в'язниці, звідки йому вдалося 19.01.1916 р. втекти та перейти замерзлу річку Волга. Завдяки своєму знанню російської мови він через Пензу, Тулу, Москву та Фінляндію дістався до Швеції, звідти через Німеччину до Австрії, де повернувся до своєї військової  частини, запасного куреня українського Легіону. Останній військовий ранг в Легіоні УСС — хорунжий.
Після розвалу Австро-Угорської монархії в перших числах листопада 1918 р. став на службу в українську армію як четар УГА. Командир 1-ї сотні 3-го куреня сформованої в Теребовлі в ході наступу на Тернопіль в червні 1919 р. 10-ї Янівської бригади 1-го Корпусу УГА. З 01.08.1919 р. іменований поручником піхоти 1-го Корпусу УГА. Інтернований поляками в таборі Тухоля, звідки втік 04.08.1920 р. і разом з великою групою старшин УГА приїхав до українського військового табору Німецьке Яблонне (Чехословаччина). В 1921 р. записався на студії в Чернівецький університет, однак 12.07.1921 р., прослухавши один семестр, отримав свідоцтво про вибуття з університету. Член українського академічного козацтва «Запороже». Один з авторів «Меморіалу» до Генеральної Ради Козацької «Запорожа» 04.11.1921 р. з домаганнями внесення змін до статуту козацтва (зменшення годин вправ шаблями та збільшення часу на просвітницьку діяльність серед селян та міщан тощо).
В 1922 р. емігрував до Відня, де студіював хімію, філософію та державні науки. В 1923 р. намагався отримати матеріальну допомогу для продовження студій за посередництвом Товариства Української Молоді в Нью-Йорку. Був членом і заступником голови (з листопада 1929 р.) українського академічного товариства «Січ» у Відні. Один з організаторів святкової академії  01.11.1929 р. в залі Кунстшпілє в 1-му окрузі Відня та свята Шевченка в залі архітекторів Відня 05.04.1930 р. З 1931 р. працював урядовцем в товаристві «Астра Романа» в Плоєштах (Румунія), допомагаючи С. Лакусті збирати матеріали до рубрики «Пам'яті героїв» в чернівецькій  газеті «Час».
З 1933 р. постійно мешкав в Парижі, продовжуючи підтримувати тісні зв'язки з українськими організаціями Буковини. Інженер, згодом засновник і власник фабрики пластмас «Термопластика» у Парижі. Щедрий меценат різних українських установ, один з фундаторів видання «Буковина її минуле і сучасне» (1956). В 1948 р. уможливив переїзд до Парижа О. Штулю-Ждановичу, головному редакторові часопису «Українське Слово», майбутньому голові ПУН. Був учасником українсько-польської зустрічі  в Парижі 10.06.1966 р.